# 캅 아웃
《캅 아웃》(영어: Cop Out)은 2010년 개봉한 미국의 버디 경찰 액션 코미디 영화이다.

## 줄거리
뉴욕 경찰국 형사 지미와 폴은 잠복 수사 중이던 휴대폰 대리점에서 벌어진 총격전을 막지 못하고 용의자 검거에도 실패하면서 내사 종결 때까지 정직 처분을 당한다.
곧 있을 딸 에이바의 결혼식 비용 5만 달러를 거만한 새아빠 로이가 대신 내는 사태를 막기 위해 지미는 아끼는 희귀 야구 카드를 팔기로 한다. 하지만 지미가 전문 가게에서 카드를 현금화하기 직전에 곧이어 가게에 들어온 강도 데이브가 카드를 훔쳐가고, 데이브는 이 카드를 잔인한 마약상 포 보이에게 넘기는데...

## 출연진
- 브루스 윌리스 - 제임스 “지미” 먼로 형사 역
- 트레이시 모건 - 폴 호지스 형사 역
- 애덤 브로디 - 배리 맹골드 역
- 케빈 폴랙 - 헌새커 역
- 기예르모 디아스 - 포 보이 역
- 숀 윌리엄 스콧 - 데이브 역
- 제이슨 리 - 로이 역
- 러시다 존스 - 데비 호지스 역
- 에이드리언 마티네즈 - 티노 역
- 미셸 트랙턴버그 - 에이바 먼로 역
- 아나 데라레게라 - 가브리엘라 역